# Jewellery Ethically Minded
Correction grammaticale
Pour les articles homonymes, voir JEM.
JEM ou Jewellery Ethically Minded, est une marque française de creation de bijoux créée en 2009. Cette entreprise de joaillerie a choisi dès son origine, comme le reflète son nom, d’associer éthique et esthétique : elle s’est imposée des exigences sur l’origine des matières précieuses utilisées, la traçabilité de leur approvisionnement, et la fabrication finale des bijoux.

## Historique
La marque Jewellery Ethically Minded est fondée en 2009, en incluant dès l’origine une exigence spécifique sur l’or utilisé, comme le reflète l’appellation retenue : l’extraction minière du métal précieux doit être faite par des entreprises artisanales, respectueuses de leur environnement et de leurs employés,. Le recours à des partenaires certifiés Fairmined permet à la marque de garantir le respect de ces exigences sur l’or ainsi qu’une traçabilité des approvisionnements. C’est la première maison de joaillerie française à s’engager dans la filière Fairmined.
En 2013, Dorothée Contour reprend la direction de la marque, et lance de nouvelles collections,. Elle confirme la nécessité pour une marque de luxe d’associer l’éthique à l’esthétique, et ce d’autant plus pour des bijoux dont l’achat est souvent associé à des moments importants dans une vie, elle opte pour une fabrication artisanale des produits en France, dans les Vosges,,. Elle opte également pour l’utilisation de diamants de synthèse, ayant les mêmes caractéristiques physiques que les diamants naturels et permettant de contourner les trafics de toute sorte autour de cette matière première,,.
En mai 2018, la société s’implante rue d’Alger, dans le premier arrondissement parisien, entre la rue de Rivoli et la rue Saint-Honoré. Le lieu est aussi un lieu d’exposition et un lieu de vente, même si les collections sont présentées également dans de grands magasins comme les Galeries Lafayette,.

## Les collections
Jewellery Ethically Minded propose plusieurs collections, déclinées quelquefois en or 18 carats jaune, rose et blanc, telle la collection Voids dessinée par India Mahdavi, avec ses anneaux et manchettes dont les cercles réguliers dévoilent la peau nue, la collection Octogone, conçue par Ha Yeon Lee, aux lignes géométriques, architecturales et contemporaines, la collection Sillons imaginée avec Adeligne Darmagnac, ou encore la collection Anagramme superposant les textures,,.